# Crypturoperla paradoxa
Genre
Espèce
Crypturoperla paradoxa est une espèce d'insectes plécoptères de la famille des Austroperlidae, la seule du genre Crypturoperla.

## Distribution
Cette espèce est endémique de Tasmanie.

## Publication originale
- Illies, J. 1969 : Revision der Plecopterenfamilie Austroperlidae. Entomologisk Tidskrift, vol. 90, p. 19-51.